# Universidad Nacional de Ingeniería (Nicaragua)
La Universidad Nacional de Ingeniería (UNI) es una casa de estudios universitarios radicada en la ciudad de Managua, Nicaragua, estatal y autónoma, es reconocida por su minucioso y "selectivo" sistema de ingreso, a través de su examen de admisión con un alto componente en las materias de matemáticas y física lo que conlleva a los estudiantes a un compromiso permanente con la excelencia al más "alto nivel de exigencia". Es la primera universidad nacional que aglutina en una sola casa de estudios las ingenierías existentes hasta finales del siglo XX en Nicaragua.

## Historia

### Antecedentes
La ingeniería en Nicaragua ha tenido un desarrollo paulatino, los primeros indicios se remontan a 1680, cuando se funda el Seminario Tridentino "San Ramón" en la ciudad de León, donde se impartieron los primeros cursos de aritmética, geometría, álgebra y física, alcanzando dicho seminario el nivel de universidad por Decreto Real el 10 de enero de 1812.
En 1881 se funda la "Escuela de Artes y Oficios" en la ciudad de Managua, bajo la dirección de ingenieros franceses, formando maestranza de ferrocarril y entrenamiento de obreros ferroviarios, esto como respuesta a la construcción, en la época, de las vías y estaciones del Ferrocarril del Pacífico de Nicaragua; obra que habrá de ser el eje de mayor influencia en el desarrollo de la Ingeniería en el país.
La génesis de la UNI se remonta al mes de agosto de 1941, cuando se creó la "Escuela de Ingeniería" bajo la conducción del Ing. Julio Padilla Méndez; siendo incorporada a la recién creada UNIVERSIDAD CENTRAL DE NICARAGUA adoptando el nombre de "Facultad de Ciencias Físico-Matemáticas". En esta facultad se imparten cursos para la carrera de Ingeniería civil, y contempla la ampliación a las carreras de Arquitectura, Ingeniería en Minas e Ingeniería Eléctrica.

### Fundación
El nacimiento de la UNI se dio en los años 1980 del siglo XX cuando se coordinó una comisión integrada por el Decano de Ingeniería de la Universidad Centroamericana (UCA) y el Decano de la Facultad de Ciencias Físico-Matemáticas de la Universidad Nacional Autónoma de Nicaragua (UNAN) para crear una institución que agrupara la enseñanza de la ingeniería y la arquitectura en Nicaragua.
Oficialmente el 7 de febrero de 1983, por la Junta de Gobierno de Reconstrucción Nacional, la Universidad Nacional de Ingeniería (UNI), empieza la enseñanza de la ingeniería y la arquitectura con una etapa de planificación de la tecnología.
El gobierno revolucionario procedió a redistribuir las carreras para especializar las Universidades. Fue así que, la UNAN Managua se especializo en Medicina (carrera muy antigua en esta alma mater); la UCA en Humanidades y Carreras Administrativas, y la UNI se especializa entonces en Ingenierías. 
Cuando nace la UNI, la UCA pierde a más de 2000 estudiantes, junto con infraestructura, terrenos y equipos de laboratorio. Por otro lado, gana el apoyo del estado revolucionario por medio del 6% constitucional.
Las tres Universidades mencionadas (UNAN, UCA y UNI), están en conjunto ofreciendo carreras de Ingeniería y trabajando en común por el desarrollo tecnológico de Nicaragua. Algunas ingenierías impartidas en dichas universidades, son únicas e innovadoras en el país.
Gran parte de los Nicaragüenses valoran grandemente la calidad de la Universidad Nacional de Ingeniería, pues se ve reflejado en hechos. Sin embargo, personas que vivieron los orígenes de esta Institución valoran también la calidad de sus fundadoras (UNAN y UCA).
A lo largo de la historia de las Universidades en Nicaragua, se han dado conflictos por diferencias de ideas e ideales entre las instituciones miembros del CNU, además entre sus estudiantes. Sin embargo, a la vez dichas instituciones trabajan en conjunto por el desarrollo y la libertad del pueblo nicaragüense.

### Rectores
- Ing. Juan Sánchez Barquero - Rector fundador (1983-1988)
- Arq. Edgard Herrera Zúñiga - (1988-1990, primer período) 
 (1990-1994, segundo período) Primer Rector electo en Elecciones regidas por la Ley de Autonomía Universitaria)
- Ing. Arturo Collado Maldonado
- Lic. Mario Caldera Alfaro
- Ing. Aldo Urbina Villalta
- Arq. Víctor Arcia Gómez (2013-2014) siendo vice-rector general, asume la rectoría ante renuncia del rector general Aldo Urbina por motivos de salud.
- Ing. Néstor Alberto Gallo Zeledón (2014-2018) (2018-2022)
- MSc. Glenda Marcia Velásquez Vargas (2022–2026) Primera mujer que asume como Rectora en la UNI.

## Recintos
La UNI consta de dos recintos universitarios en la ciudad de Managua, un Centro Regional en el norte del país, en la ciudad de Estelí, y un Centro Regional en la zona central del país, en la ciudad de Juigalpa.
Los recintos son:
- Recinto Universitario "Simón Bolívar" (RUSB) Managua
- Recinto Universitario "Pedro Aráuz Palacios" (RUPAP) Managua
- Recinto Universitario "Augusto César Sandino" (RUACS) Estelí
- Recinto Universitario "Región Central" (RURC) Juigalpa

### Nuevo edificio
En el año 2013 gracias a una contribución del Banco de la Producción (Banpro) se inaugura un edificio moderno, el cual cuenta con 5 pisos; es una infraestructura de primer mundo con múltiples avances en lo que a tecnología de apoyo a la educación se refiere.

## Información académica

### Organización
Áreas académicas
La universidad se compone de seis facultades:
- FTC (Facultad de Tecnología de la Construcción)
  - Ingeniería Civil
  - Ingeniería Agrícola

- FTI (Facultad de Tecnología de la Industria)
  - Ingeniería Mecánica
  - Ingeniería Industrial

- FIQ (Facultad de Ingeniería Química)
  - Ingeniería Química

- FEC (Facultad de Electrotecnia y Computación)
  - Ingeniería en Computación
  - Ingeniería Eléctrica
  - Ingeniería Electrónica

- FCS (Facultad de Ciencias y Sistemas)
  - Ingeniería en Sistemas

- FARQ (Facultad de Arquitectura)
  - Arquitectura

### Acreditación internacional
Actualmente la UNI posee dos programas educativos de ingeniería acreditados nivel internacional por ACAAI (Agencia Centroamericana de Acreditación de programas de Arquitectura e Ingeniería) estos son los programas de Ingeniería Electrónica e Ingeniería Química.

## Publicaciones

### Revista Nexo

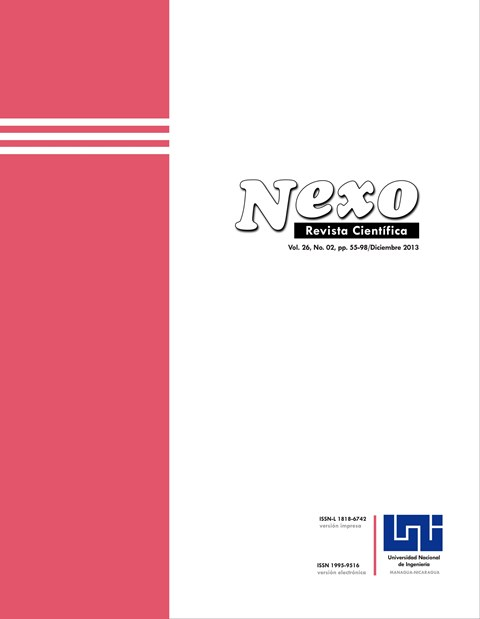
Nexo Revista Científica Vol. 26 No. 02
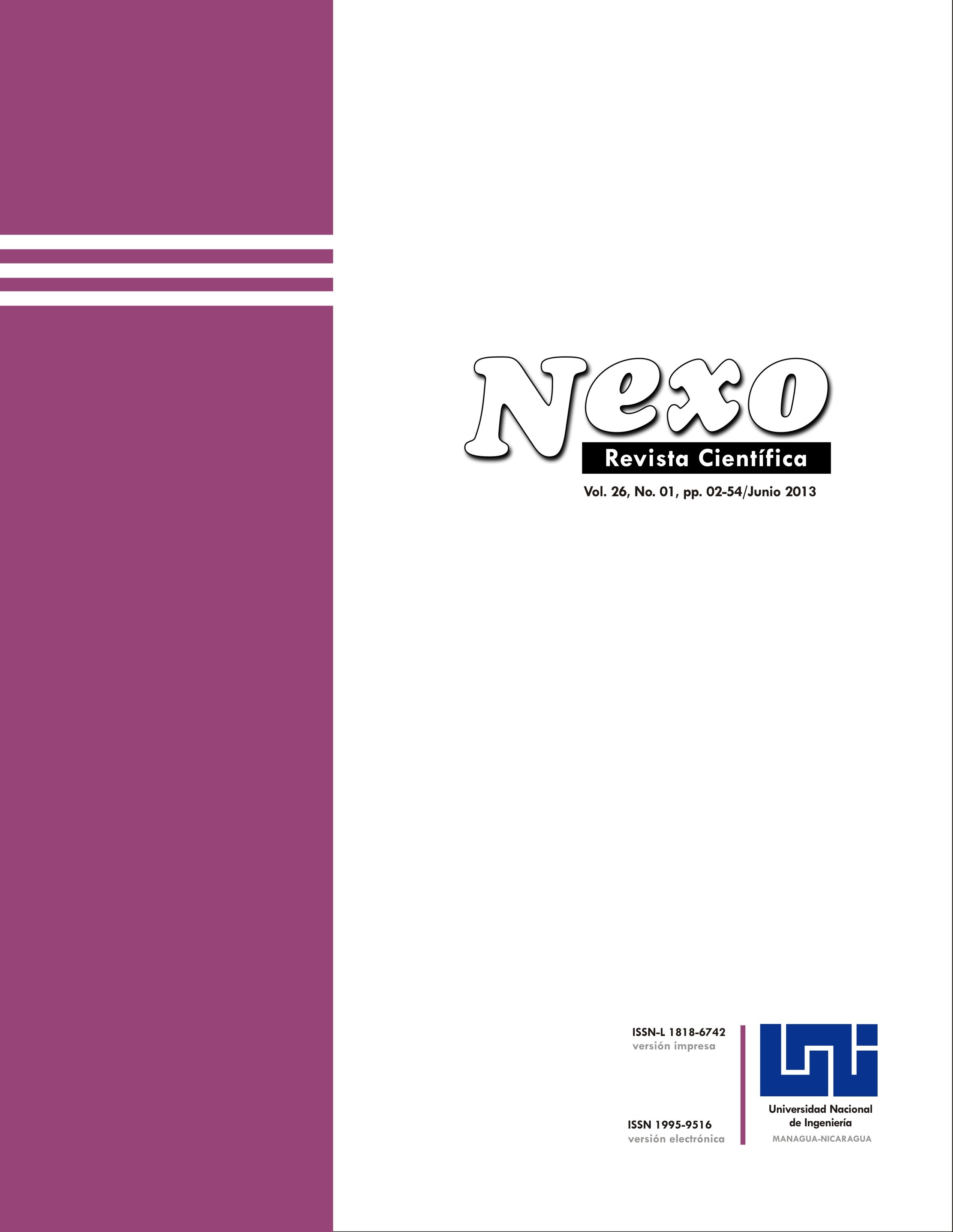
Nexo Revista Científica Vol 26 No. 01
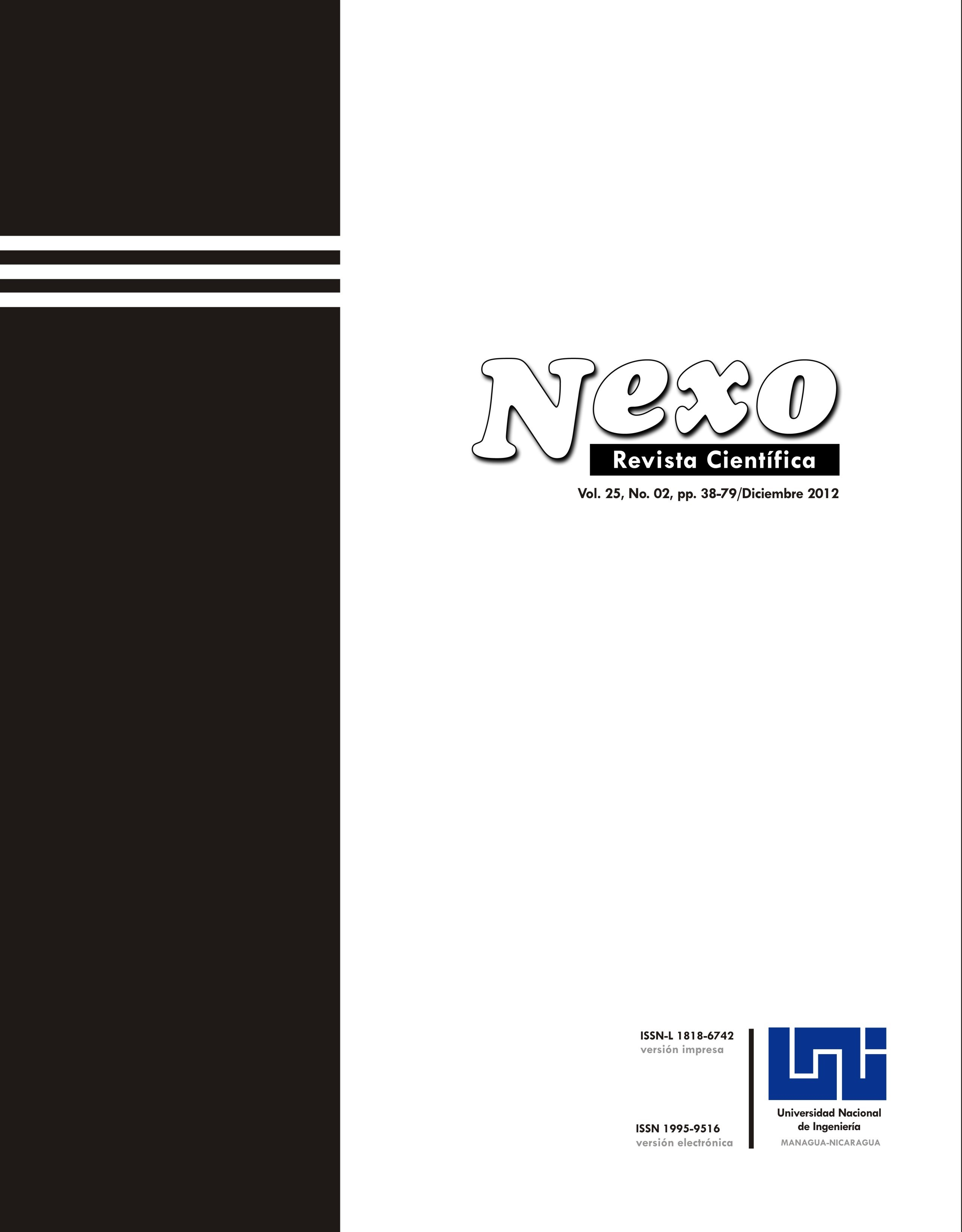
Nexo Revista Científica Vol 25 No. 02
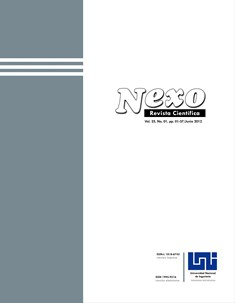
Nexo Revista Científica Vol 25 No. 01
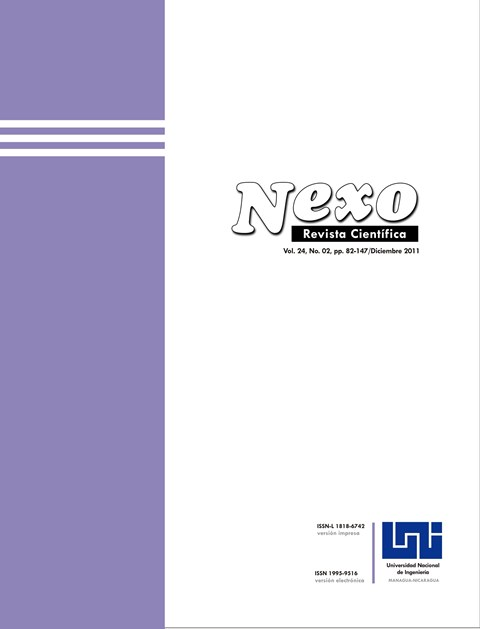
Nexo Revista Científica Vol 24 No. 02
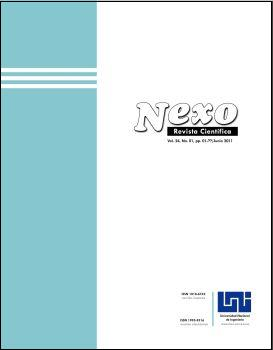
Nexo Revista Científica Vol 24 No. 01
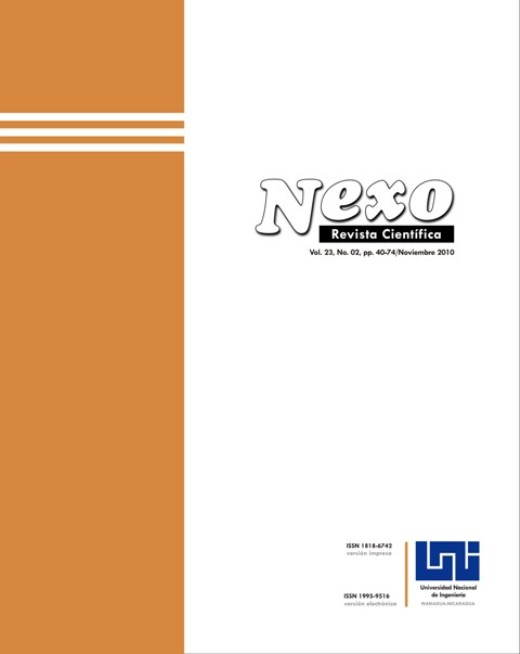
Nexo Revista Científica Vol 23 No. 02
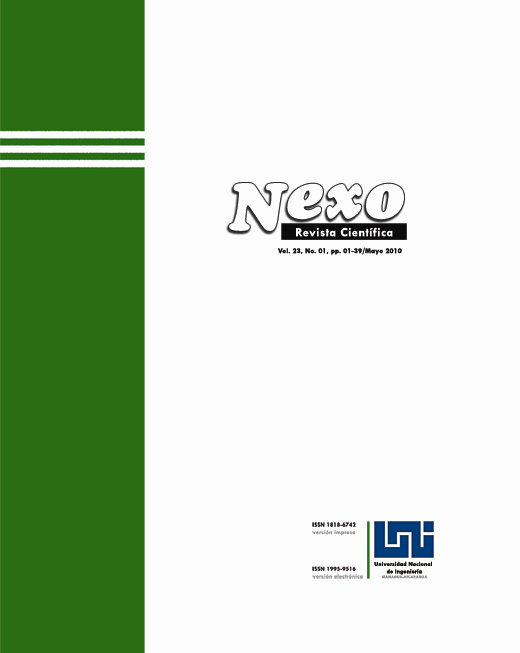
Nexo Revista Científica Vol 23 No. 01

Nexo es una publicación semestral de la Universidad Nacional de Ingeniería (UNI), orientada a la publicación de artículos que tratan acerca de la Investigación básica y aplicada en el campo de las ciencias de la Ingeniería, Tecnología y disciplinas afines.
Nexo sigue los estándares internacionales de recepción evaluación, edición y publicación de los artículos que recibe. En esta publicación científica se presentan temas de Ingeniería para las ramas de 
- Agrícola
- Ambiental
- Civil
- Computación
- Eléctrica
- Electrónica
- Industrial
- Mecánica
- Química
- Sistemas

Además, se publican temas de Arquitectura y Ciencias exactas. El contenido de Nexo Revista Científica es de acceso abierto. Si deseas descargar los artículos publicados en cada una de las ediciones, ingresa al siguiente enlace: http://www.lamjol.info/index.php/NEXO
Fundación
La Revista Científica Nexo fue fundada por Juan Sánchez Barquero, Arturo Collado Maldonado, Rómulo Ballesteros y Donato Capozzi. Creada por la Universidad Nacional de Ingeniería (UNI) y el GVG, Bolonia, Italia, por acuerdo de la Rectoría el 8 de junio de 1987.
La primera publicación de Nexo apareció datada así: Año 1, Nº. 0 julio/septiembre. En la redacción, diagramación y diseño de aquel ejemplar participaron: Rómulo Ballesteros, Germán López y Giuseeppe Ortolano, con la colaboración de Donato Capozzi y Liliana Lazzerini.

## Feria Tecnológica Tecno UNI

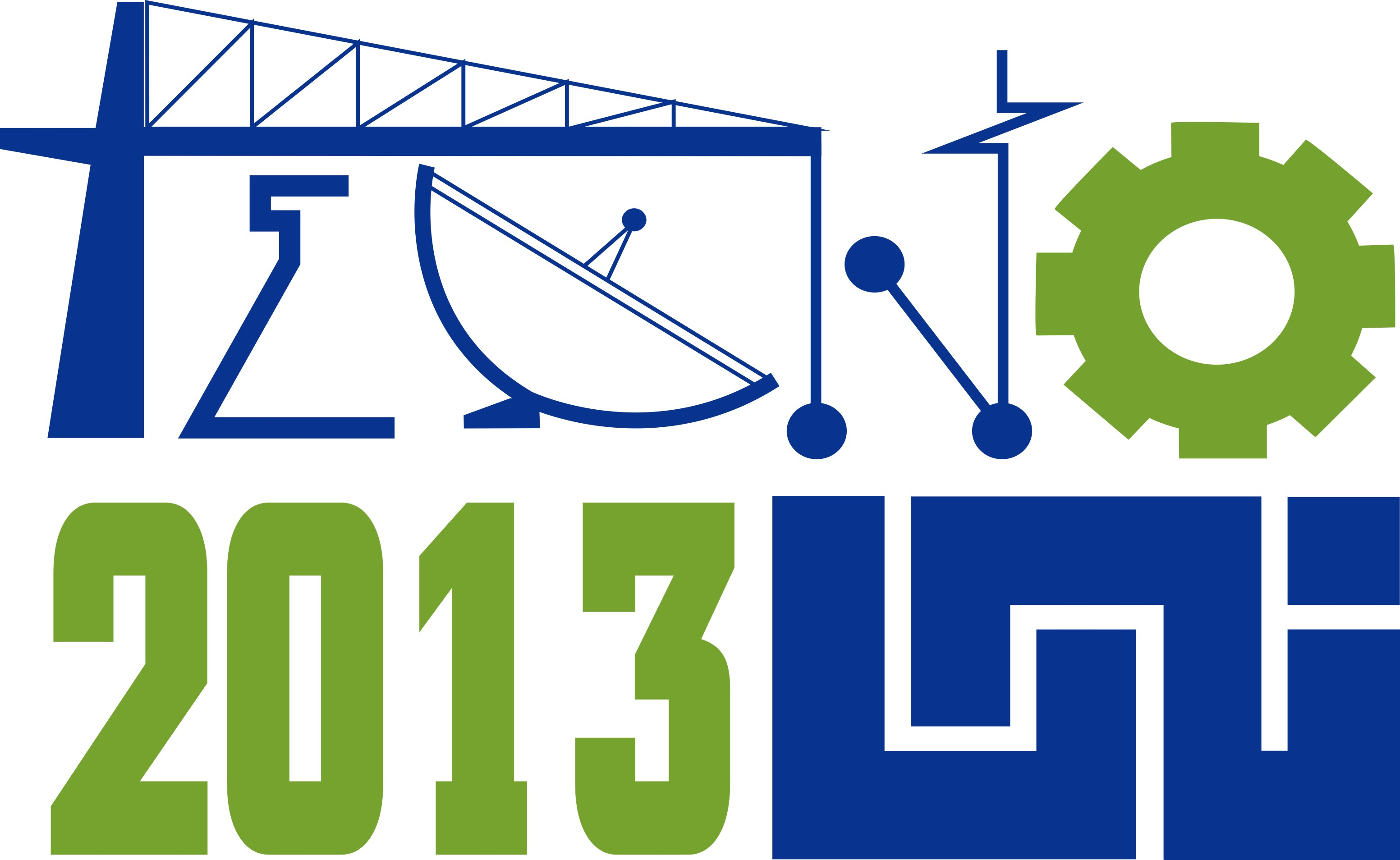
Logo de la IX Edición de la Feria Tecno UNI 2013

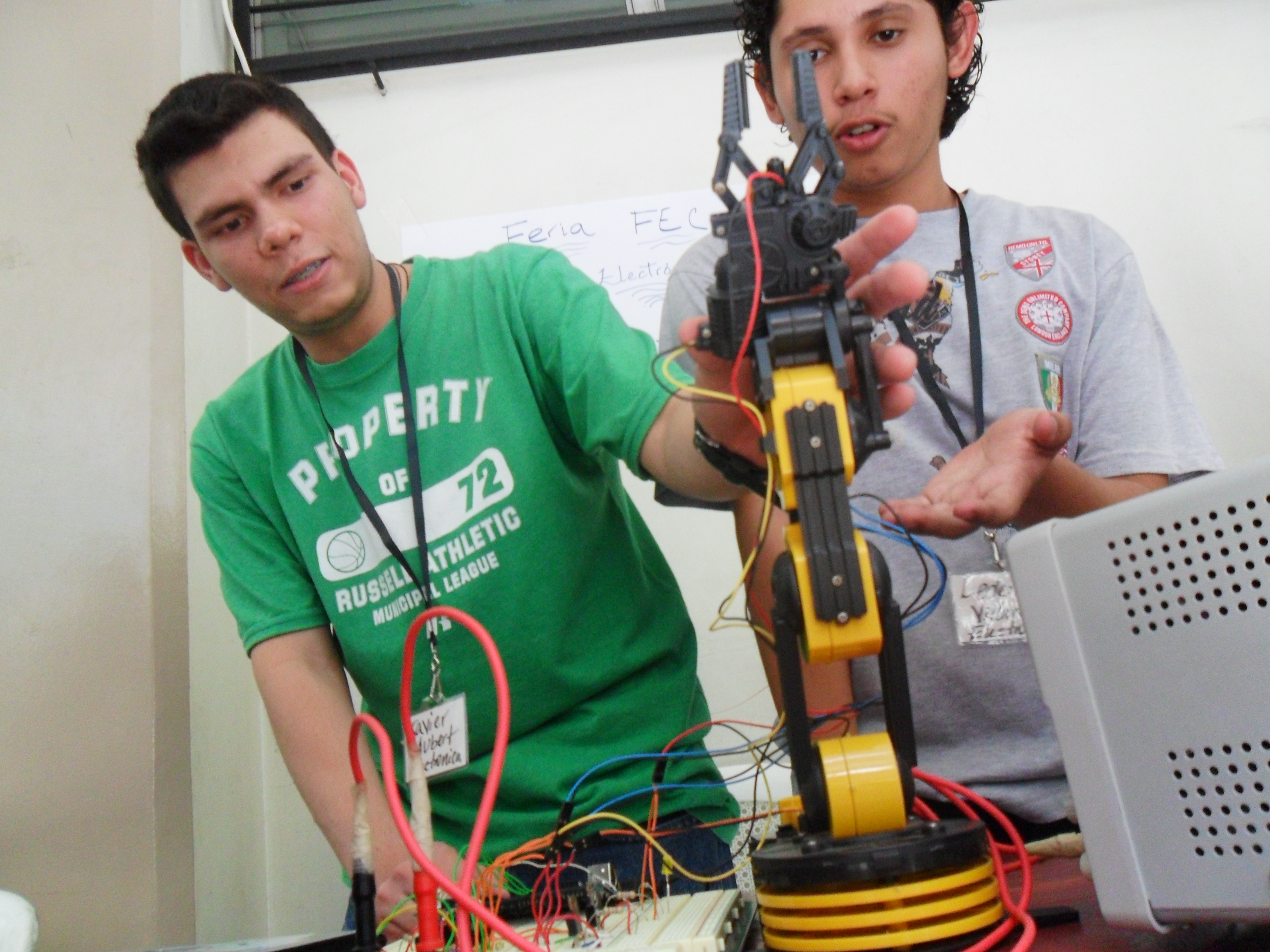
Estudiantes de la Facultad de Electrotecnia y Computación

La Universidad Nacional de Ingeniería desde su creación, ha venido formando a profesionales e investigadores con sensibilidad humana para dar respuesta, de manera creativa e innovadora, a las necesidades que demanda la sociedad. 
Ante estos desafíos la UNI, a partir del año 2001 ha venido realizando las Ferias Tecnológica Tecno UNI, como una expresión de producción científica de sus docentes y estudiantes. Este propósito fue tomado del Modelo Educativo Institucional: “El proceso de investigación científica es un factor clave para la transformación tecnológica y educativa de la sociedad. Busca, genera, amplía, renueva e innova permanentemente el conocimiento, integrándose al proceso formativo en su relación simbiótica con la docencia, tanto en el grado como posgrado, vivificando, articulando y dinamizando los procesos académicos” 
Con el propósito de continuar en la búsqueda de la excelencia, la responsabilidad social y los postulados del Modelo Educativo Institucional, la UNI tiene el compromiso de promover en los jóvenes la investigación científica como una forma de dar respuesta a las demandas de la sociedad nicaragüense. Es por ello, que la Vice-Rectoría de Investigación y Desarrollo a través de su Dirección de Investigación convoca año de por medio a la Comunidad Universitaria de la UNI a presentar Propuestas de Proyectos de Innovación, Investigación o de Desarrollo en el marco de la de la Feria Tecnológica Tecno UNI.

## Símbolos

### Logo
Forma

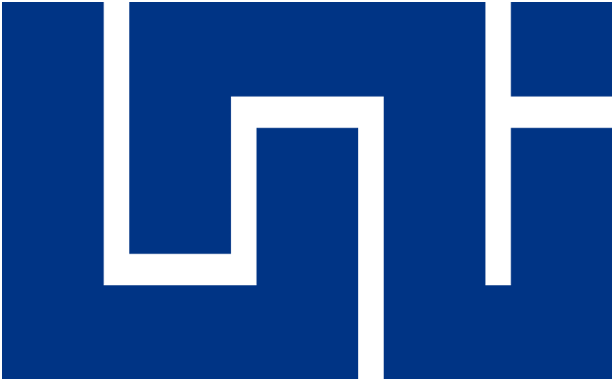
Universidad Nacional de Ingeniería

Representa las siglas de la Universidad Nacional de Ingeniería: UNI, y está construido en base al rectángulo de sección áurea, que se puede construir con la forma del número de oro.
Color
Azul marino sobre fondo blanco, con los siguientes tonos:
Cyan: 100%,
Magenta: 90%
Yellow: 8%
Black: 5%
Dimensiones
Para encontrar el lado largo de una altura propuesta, debe multiplicarse la medida de altura propuesta por 1.61832. Para encontrar la medida de la altura, debe multiplicarse la propuesta del largo por el número 0.61832. Una vez obtenido el rectángulo, deberá dividirse para la altura en tres partes proporcionales y las medidas de largo en seis partes proporcionales respectivamente. La división blanca entre las partes del logotipo debe ser de un ancho que corresponda a una cuarta parte del punto de la I incluida en ellogotipo.
Visualización
Sus formas ortogonales y el hecho deben ser un rectángulo comunican la idea de la construcción, vías, viaductos y tuberías que simbolizan la última tecnología. El Logotipo es una alusión al origen, cauce, río, camino, a la espiral de serpiente y pájaro que representa al Dios aborigen nicaragüense Quetzalcóatl, cuya pintura se observa en la laguna de Asososca y en otras pinturas de cerámica arqueológica.
Autor
Arquitecto Porfirio García Romano.

## Sitios Oficiales
- Sitio Web central
- web Vice-Rectoría de Investigación y Desarrollo
- web Nexo Revista Científica
- web Feria Tecnológica Tecno UNI Archivado el 14 de octubre de 2012 en Wayback Machine.
- UNI-ESTELI
- http://www.farq.uni.edu.ni/ (enlace roto disponible en Internet Archive; véase el historial, la primera versión y la última).
- http://www.rrhh.uni.edu.ni/
- https://ies.uni.edu.ni/

- Datos: Q3847544